# 石窯

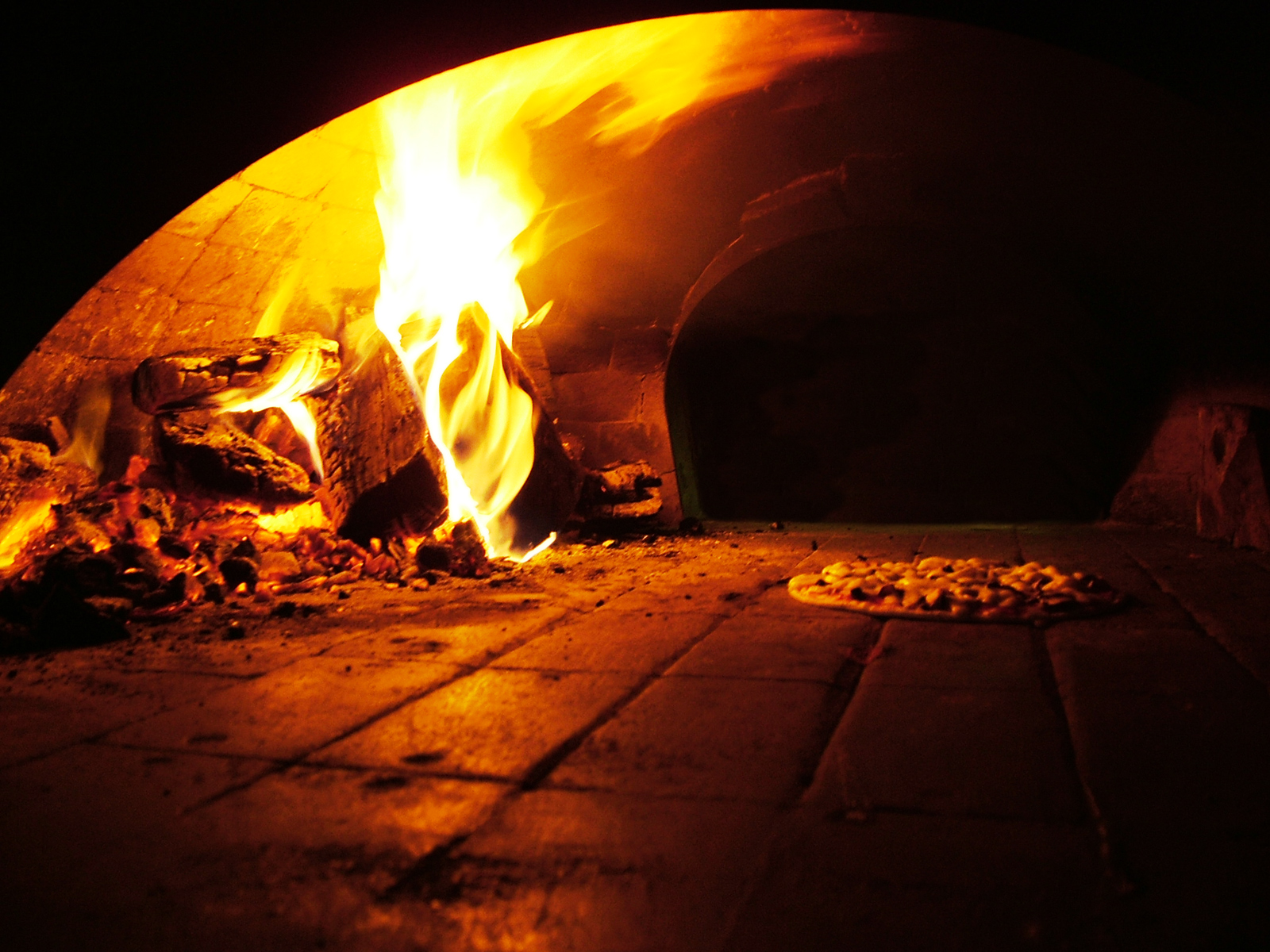
薪火の石窯

石窯（いしがま）とは、耐火性の煉瓦、コンクリート、岩石、または粘土で作られた空間で調理するオーブンである。19世紀には伝統的な薪や石炭の窯が一般的であったが、近年の石窯には天然ガス窯が多く、電気窯もある。近年の石窯ではパンおよびピザが主に調理されるが、以前は焼き料理全般に用いられていた。
伝統的な薪火の石窯は欧米で「roman（ローマ）」「black（黒）」窯とも呼ばれ、少なくとも西洋文化の共和政ローマ時代までさかのぼる。「black oven」は、燃料の木材の煙で窯の天井にすすが付くことから呼ばれる。このような石窯は、中世ヨーロッパで広く使われ、地域共用に作られることも多かった（フランスの four banal は地方自治体の所有であり、使用料を徴収していた）。アメリカでは、石窯は植民地時代に広まり、現在も職人パン屋、ピザ店、ピザや焼き料理を専門とするレストランで使われる。植民地時代の「beehive（蜂の巣）oven」や、フランスの four banal を元に設計した「quebec（ケベック）oven」が派生した。
大陸発見前のアメリカには粘土やアドベで作られた類似した窯があり、スペイン語でオルノ（horno、オーブンを意味する）と呼ばれる。
真のナポリピザは、薪火の石窯で調理しなければならない。

## 技術

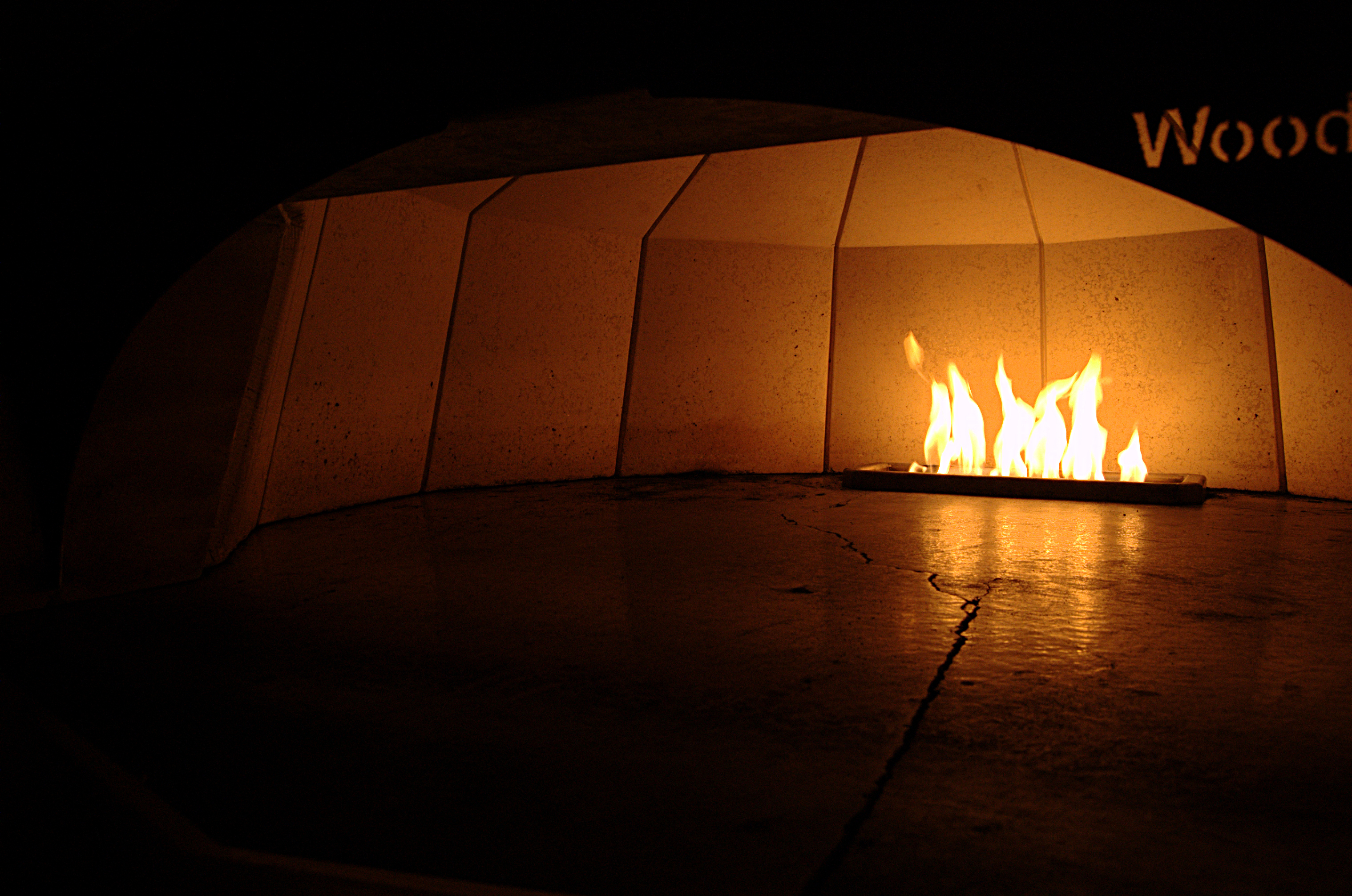
レストランで使われる2000年代のガス式石窯

石窯の機能は炎の熱放射を閉じ込めることにある。炎はオーブン内（上記の薪火窯）または窯に通気孔がつながる火室で（white oven）燃焼する。煙は石窯の前面から直接外部へ、または石窯の扉の真上の煙突を通じて排出される。前面に出し入れ口がある設計の石窯は、タンドールのような上部が開くオーブンより多少熱効率が良く、最後までの燃焼を必要とすること無く余熱と弱火で長時間焼くことが出来る。
石窯は、通常耐火煉瓦や粘土のような耐火物で、または耐火セメントで直接型を取って作られる。パン焼き用の石窯は、薪が燃え尽きた後に数時間の熱を保持できるように非常に厚く作られ、ピザや他の直火を用いる調理用の石窯はより薄い構造にできる。正式なローマ式石窯は一般に卵型に近く、焼き面の上がアーチ状の天井となる構造である。正面の口の高さは窯の天井の高さのおよそ63±5%が理想で、高すぎると熱が逃げ、低すぎると窯が完全に燃焼しない。
「White oven」はより複雑で、煙を通すことなく外部の火室の炎からの熱風を窯に通すような構造である。フランスの gueulard として知られる中間の設計は内部燃焼と外部燃焼の双方の特性を併せ持つ。
近年の設計の石窯はその祖先と類似性が全くなく、より普通のオーブンの外観の中にコンクリートの床（ピザストーン (Pizza stone) に類似）だけがある設計もある。このような器具は基本的に商業用であるが、家庭用製品も存在する。
ロシアおよびフィンランド政府は薪火窯の設計を最適化する研究をした。

## 石窯効果のシミュレーション
オーブンを作ることなく、石窯の効果を得ることが可能である。最も一般的な方法は、炻器のピザストーンを使用する方法で、オーブンで事前に加熱することでピザの底面に直接熱を伝える。パンや肉は、クローシュ、Schlemmertopf（ブランド名）、等として知られるキャセロール用の蓋付き陶器製焼皿の中で調理できる。最も高価なものは陶磁器や炻器のオーブンライナーであり、鍋1つ分の大きさに限定することなくクローシュの効果の多くを得ることができる。
グリルでパンを焼いて、石窯での余熱の使用をシミュレートすることもできる。これは通常フラットブレッド (Flatbreads) やピザ向けであるが、石工や陶磁器の焼き面の有無に関わらず、グリルを使用した食パン用のレシピもある。

## 伝統的な石窯
- 現在のほとんどの石窯の設計の元祖はアースオーブン（地面を掘る土窯） (Earth oven) である。
- 石窯はペルシア湾で伝統的なパンホブズの調理に使われる。
- インドでは、タンドールが伝統的な粘土窯であるが、近年は電気タンドールが使われる。上部が開くタンドールは伝統的な設計でありアースオーブンとローマ式石窯の中間である。